# Orlando Portento
Orlando Portento (Bagnara Calabra, 20 febbraio 1945) è un autore televisivo, conduttore televisivo e personaggio televisivo italiano.

## Biografia

### Piazza Martinez, l'amicizia con Beppe Grillo e il calcio
Emigrato a Genova con la famiglia nei primi anni cinquanta, si stabilisce da subito nel quartiere di San Fruttuoso, dove vive ancora oggi. Da ragazzo entra a far parte di una compagnia di amici che si raduna ai bar Cucciolo e Lux di piazza Martinez e che comprende future personalità del mondo dello spettacolo, come Beppe Grillo, il comico Roby Carletta e il musicista Gianni Belleno.

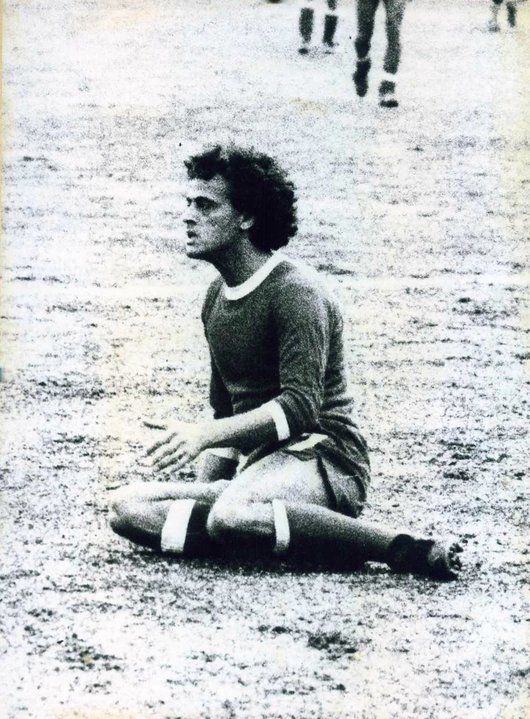
Orlando Portento in una foto da calciatore.

Intanto Portento porta avanti l'altra sua grande passione: il calcio. A 12 anni, sul prato dello stadio Carlini (che allora si chiamava Nafta), svolge insieme all'amico Grillo un provino per entrare nella società calcistica Shell Sport. Orlando supera il test, a differenza di “Giuse”, scartato ed etichettato dall'osservatore Michelini come «porcellino» per il suo fisico “pienotto”. Nel 1960 Portento fa la sua prima esperienza artistica come comparsa nello spettacolo teatrale La grande speranza, dove recita a fianco di Turi Ferro.
Successivamente, Portento svolge alcuni provini come calciatore in giro per il centro-nord Italia: Inter, Monza e Prato. A Milano lo visiona l'allora responsabile del settore giovanile nerazzurro Giuseppe Meazza. «Gracilino, ma con una tecnica sopraffina», dice di lui il due volte campione mondiale. Mentre nel 1967, da giocatore dell'Albenga, al termine di una partita giocata in trasferta contro la Pro Vercelli, si sente apostrofare: «Ma lo sa che lei è un giocatore da Juventus?». Lo sconosciuto era Silvio Piola.
Qualche mese dopo, voluto dall'allenatore della Sampdoria Fulvio Bernardini e soprattutto dal suo vice Gipo Poggi, entra nella prima squadra della società genovese. Lì si allena con Marcello Lippi, Roberto "Bob" Vieri, Piero Battara e tanti altri, ma a causa di un aspro litigio con l'allenatore rimane per tutta la stagione ai margini della rosa, giocando con la formazione riserve.
Portento muove i primi passi nel mondo dello spettacolo alla fine degli anni sessanta, quando insieme a Grillo prova a trasformare la loro inclinazione naturale allo humour in un lavoro. Comincia così un periodo di sperimentazioni, che li vede impegnati in alcuni spettacolini in giro per la città.

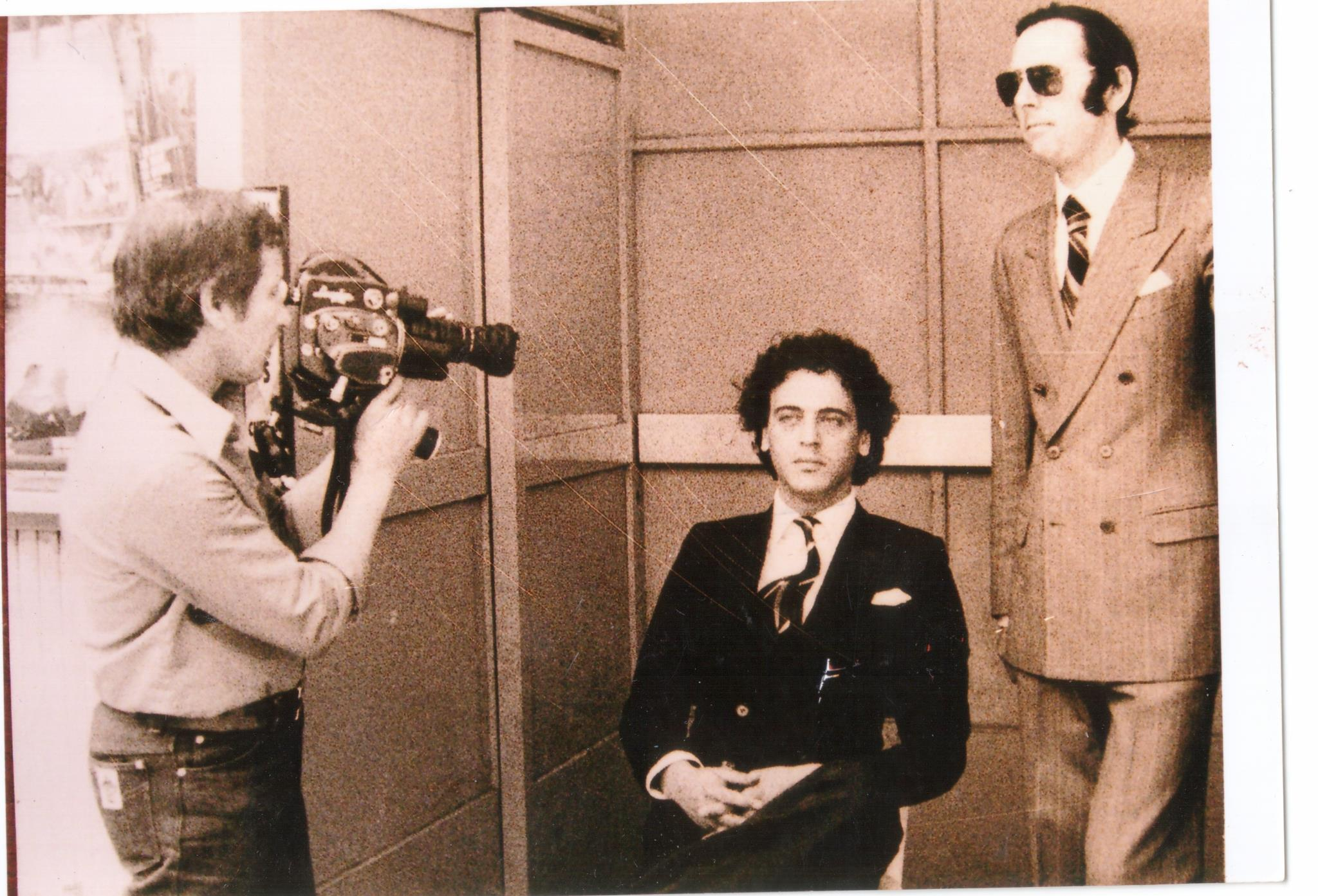
Orlando Portento durante le riprese de L'uomo e la sedia. L'uomo con in mano la cinepresa è il regista e fotografo Marco Paolo Pavese.

Mentre continua a coltivare la comicità come un hobby e non ancora come una professione, Portento si distingue come giocatore di buon livello in Serie C e nel calcio dilettantistico genovese e basso-piemontese. Nel suo curriculum, spicca la stagione 1969/1970 con la maglia della Gaviese, promossa tra i professionisti anche grazie alle sue prestazioni come ala sinistra.
Sul fronte artistico, nel 1970 Portento si gioca la carta del cinema, scrivendo la sceneggiatura e partecipando come attore al cortometraggio Cosimo e Terry, 18.06 diretto da Marco Paolo Pavese e ambientato a Genova. Con Pavese, impiegato dell'Enel con l'hobby della fotografia, girerà anche L'uomo e la sedia, premio speciale per i super 8 al Festival di Castrocaro del 1973.
Contemporaneamente, Portento porta avanti la sua attività di collaborazione con Beppe Grillo, prestandogli battute, gag e barzellette. Seguendo i consigli e i suggerimenti del suo mentore e amico, la popolarità di Grillo aumenta rapidamente, arrivando persino a esibirsi in piccoli spettacoli fuori Genova.
Corre l'anno 1977. Alla Bullona, un locale su due piani situato davanti alla sede Rai milanese di Corso Sempione, Portento assiste in compagnia di Pippo Baudo allo spettacolo che fa da trampolino di lancio per il grande salto di Grillo dai teatrini di periferia alla ribalta nazionale.
Grillo si trasferisce a Roma e telefona a Portento per chiedergli di raggiungerlo nella Capitale, ma Orlando declina l'offerta. Si è sposato da poco con la genovese Mara Mangiacotti ed è appena diventato papà. Decide quindi di rimanere a Genova, seguendo da lontano il successo dell'amico.
Da un anno, Orlando Portento ha iniziato a lavorare per il settore giovanile della Sampdoria, dove insegna tecnica calcistica ai ragazzi della leva Giovanissimi. Nella stagione 1977/1978 viene aggregato talvolta allo staff tecnico della prima squadra, che comprende un giovane Gian Piero Ventura. Nella sua esperienza da allenatore dei Giovanissimi sampdoriani svezza Stefano Melchiori, cambiandone il ruolo da attaccante a centrocampista offensivo. Melchiori giocherà in Serie A con le maglie di Lazio e Lecce.

### Radio Genova Sound, il debutto in tv e il successo in Rai
Pur senza riuscire a conquistare la stessa notorietà di Grillo, a Genova Portento diventa rapidamente una celebrità, tanto da essere spesso chiamato a presentare eventi e serate in discoteca. Radio Genova Sound si accorge di lui e nel 1979 lo ingaggia per la conduzione di Sport…ento, una rubrica di approfondimento calcistico dove sdrammatizza alla sua maniera vicende e personaggi legati alla Serie A e soprattutto a Sampdoria e Genoa. Qui si fa conoscere anche per una perfetta imitazione del direttore generale blucerchiato Fulvio Bernardini.

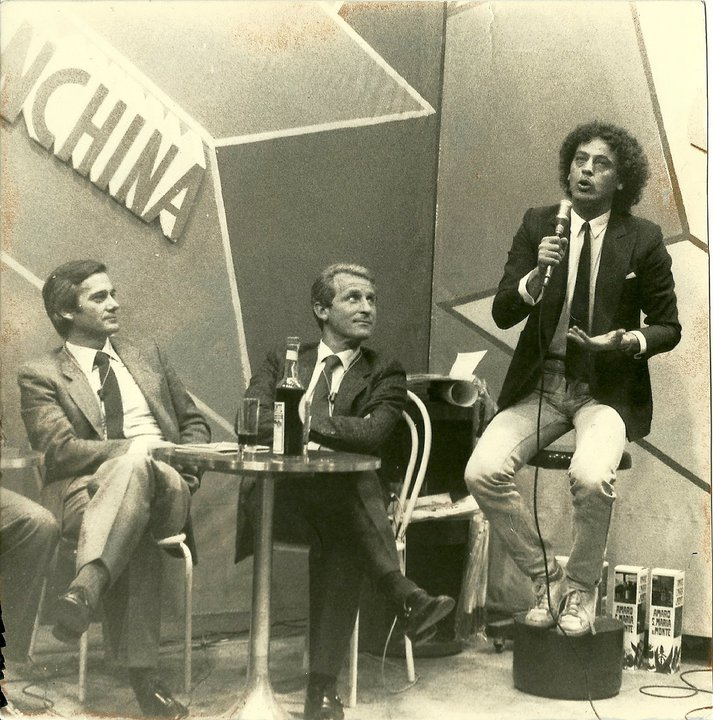
Orlando Portento insieme a Giovanni Trapattoni e Luigi Simoni durante una puntata di Panchina Cabaret, in onda su Telegenova nel 1982.

L'esordio in televisione è di poco successivo. Un giorno Portento riceve una telefonata: è il cantante Michele, che gli propone di condurre sulla tv genovese Telenord un programma poi intitolato I primati di Orlando. Una trasmissione che riscuote grande successo, basata sulla ricerca del sensazionalismo attraverso l'esibizione in studio di “fenomeni da baraccone” e persone con stravaganze fisiche ed estetiche.
Nel 1980 Portento cambia genere ed emittente, conducendo su Telegenova Il musicone, parodia del più noto Musichiere. Un anno dopo supera per la prima volta i confini della Liguria e va a lavorare ad Antennatre, dove affianca Walter Chiari in Ciao come stai?, programma in onda per 34 puntate in prima serata. Per l'ingaggio di Portento nella tv dell'editore Renzo Villa, decisiva è la buona parola messa dalla modella Anna Maria Rizzoli.
I due si conoscono al club Orizzonte di Varazze, dove Portento sta presentando una serata. Si mettono d'accordo per vedersi la settimana dopo alla Stazione di Milano Centrale, da dove partono per raggiungere in taxi il residence Siloe. Lì abita Walter Chiari, che incontrano brevemente per definire a grandi linee stile e contenuti della nuova trasmissione. Ciao come stai? andrà in onda per 25 puntate rispetto alle 34 previste, a causa di un improvviso viaggio in Giamaica di Walter Chiari, che costringerà la produzione e il cast del programma (oltre a Orlando Portento, Sergio Renda e Patrizia Caselli) a organizzare in fretta e furia l'ultima puntata.
Portento, che appare ogni volta per circa venti minuti, è autore di sketch comici legati all'attualità, ricchi di citazioni cinematografiche e costumi, inscenati spesso e volentieri insieme allo stesso Walter Chiari. Nel 1982 Portento riceve un'offerta dalla Rai per occuparsi della conduzione degli esterni di Blitz. Ovviamente, il “ragazzo di piazza Martinez” dovrebbe partecipare a tutte le puntate della nuova edizione del programma di Gianni Minà. Ma dopo neanche un mese, in collegamento dal circo Togni di Genova, Portento mette in scena un'imitazione grottesca di Enzo Tortora, dipingendolo come un gobbo. Il conduttore di Portobello si offende e ne ordina il licenziamento.
Sarà solo la prima di una lunga serie di censure e atti di repressione della sua proverbiale, incontrollabile esuberanza. Il 1982 è l'anno del trionfo dell'Italia di Bearzot ai Mondiali di Spagna ma anche del ritorno “calcistico” di Portento, che prende il posto di Vittorio Sirianni alla conduzione del programma di approfondimento sportivo Panchina cabaret, in onda su Telegenova. L'anno dopo Portento torna in Rai con Tutto il mondo è Paese insieme a Federico Fazzuoli e Mario Marenco, mentre nel 1985 affianca Paolo Valenti in Tv stadio, un programma in 10 puntate dove, tra i primi in Italia, racconta in chiave comica il mondo del calcio.
Il cabarettista di Bagnara Calabra si sarebbe poi vantato di essere stato il primo a sdrammatizzare il mondo del pallone, in anticipo di qualche anno rispetto alla Gialappa's Band. Portento collabora con Valenti anche nel 1990, partecipando due volte in qualità di ospite a Minuto zero, trasmissione in onda su Rai 1 nel corso dei Mondiali di Italia ’90.

### Il fidanzamento con Angela Cavagna e i nuovi atti di censura
Durante l'esperienza di Tv stadio, Portento conosce a Genova la donna più importante della sua vita: Angela Cavagna, di cui diventerà fidanzato e general manager. I due si incontrano per la prima volta allo Shalom (un locale genovese di corso Italia): si sposeranno nel 2005, prima della separazione avvenuta quattro anni dopo e seguita da un lungo muro contro muro. Dalla fine degli anni ottanta Orlando si dedica anima e corpo alla compagna, di cui diventa «manager, autore, preparatore atletico, dietologo, insegnante di musica, autista, segretario, body-guard, marito e pure fidanzato!».

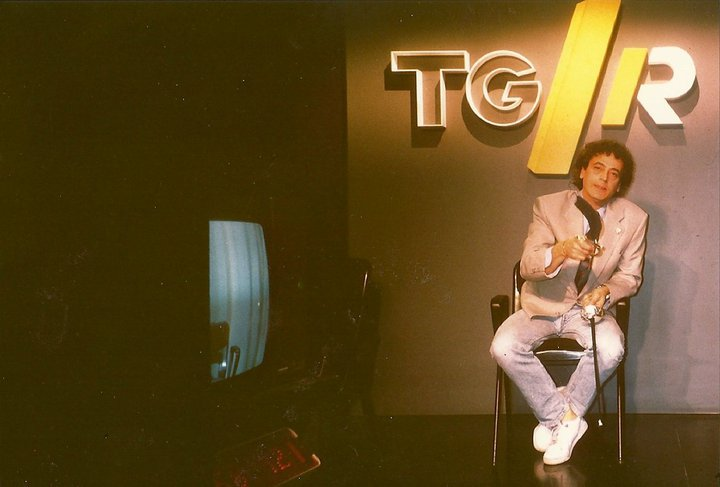
Orlando Portento durante una puntata di Sport...ento, su Rai 3.

Tra il 1993 e il 1994 Orlando collabora con Angela Cavagna alla realizzazione dei testi del programma Rai Detto tra noi, di cui è inviata per 80 puntate complessive, fino a che Portento non denuncia gli intrallazzi di alcuni membri del cast della trasmissione. Un'accusa che costa a entrambi un allontanamento immediato dalla trasmissione e dalla tv pubblica.
Nonostante questo “incidente di percorso”, Orlando Portento prosegue la sua carriera nel mondo dello spettacolo. Nel 1994 conduce su Radio Rai L'Orlando curioso, mentre dal 1995 al 1998 presenta ogni lunedì sera su Rai 3 Liguria Sport…ento, la rubrica calcistica del tg regionale. Tra il 1998 e il 1999 conduce su Telegenova A qualcuno piace il calcio e poi passa a Telenord, dove modera il talk-show Controcalcio.
Tra il 2001 e il 2003, la coppia Cavagna-Portento torna in Rai. Prima a Torno sabato – La lotteria e poi a La vita in diretta. Ma Orlando “ci ricasca” di nuovo, denunciando pubblicamente, a Striscia la notizia, le malefatte di alcuni noti personaggi della televisione. L'ennesimo attacco diretto che costerà a entrambi una nuova (e questa volta definitiva) cacciata da viale Mazzini.
L'8 settembre 2005, a Genova, Orlando Portento e Angela Cavagna si sposano. La cerimonia si svolge in modo quantomeno originale, con gli invitati che lanciano pinoli al posto del riso e la sposa che tiene in mano un bouquet di basilico.
Dopo il matrimonio con Angela, che suggella quasi vent'anni di fidanzamento, tra il 2005 e il febbraio 2006 Portento conduce su Telenord il programma comico in lingua genovese Zeneixi ghe n'è ancun?.

### Le “cammellate” dellaFattoriae il successo nazionale
Intanto, Angela Cavagna partecipa come concorrente alla terza edizione del reality-show La fattoria, trasmesso su Canale 5 e condotto da Barbara D'Urso. Durante la puntata del 15 febbraio 2006, l'ex valletta di Striscia la notizia viene eliminata per non essere riuscita a superare una prova d'abilità.
Portento, presente in studio, irrompe sulla scena e denuncia un presunto complotto ai danni della consorte. Il suo sfogo è volutamente esagerato, all'insegna del “tricchebalacche” e delle “cammellate”, i suoi cavalli di battaglia verbali che entrano di prepotenza nel linguaggio comune, trasformandosi in tormentoni.
Striscia la notizia, che ripropone di continuo i filmati del battibecco inscenato da Portento, contribuisce a un'improvvisa ondata di notorietà, che si trascina nelle settimane successive con una lunga serie di ospitate nei salotti televisivi delle reti Mediaset, dove Portento discute e sentenzia su ogni argomento possibile, spaziando da quanto accade alla Fattoria fino all'attualità politica. In ognuno di questi programmi, da Verissimo a Buona Domenica, Portento non perde occasione per esprimere la sua indignazione sulle ingiustizie subite insieme ad Angela, attirandosi la divertita solidarietà del grande pubblico. Il successo nazionale lo spinge in sala d'incisione, dove registra il singolo musicale Tricchebalacche - La cammellata.
Nel febbraio 2007 Portento conduce su Canale Italia Le cammellate. Ma la trasmissione riscuote uno scarso successo e chiude i battenti dopo la prima puntata. Colpa, secondo l'interessato, di un errore nella realizzazione del palinsesto, con il programma fissato alle 19.15 anziché in seconda serata. Nello stesso anno, cavalcando l'ondata di popolarità, inaugura a Genova con la moglie il ristorante Tricchebalacche, belin come si mangia che riaprirà poi nel 2011 a titolo personale con il nuovo nome Le cammellate.

### La separazione con Angela e l'esperienza politica
Nel 2009 si consuma la rottura con Angela Cavagna, che lo lascia dopo una convivenza durata 23 anni. La separazione della coppia non è priva di conseguenze. La soubrette denuncia Portento per molestie, accusandolo di averla perseguitata con quasi 2.000 sms. Dal canto suo, il comico di Bagnara Calabra ha sempre respinto al mittente l'accusa di molestie, parlando di «stalking al contrario, visto che scappavo tutte le volte che ci incrociavamo in giro».
Nel 2012, Portento si candida alle elezioni comunali di Genova con una lista civica a suo nome. In caso di elezione a sindaco, promette un aumento deciso delle risorse per la sicurezza, scagliandosi duramente contro i costi della politica. Tra le sue proposte - alcune delle quali volutamente provocatorie - la costruzione di una moschea a Nervi, l'eliminazione dei privilegi per i consiglieri comunali, la riapertura del sottopasso di Brignole e l'introduzione del “bigliettario” per combattere l'evasione sugli autobus.
Durante la campagna elettorale, Portento torna a Telegenova con L'Orlando furioso, un appuntamento settimanale dove il comico attacca l'amministrazione uscente di centro-sinistra, spiegando davanti alle telecamere i motivi e i buoni propositi legati alla sua discesa in campo.
Alle amministrative di maggio Portento raccoglie 1728 voti, pari allo 0,65 per cento, non abbastanza per entrare in consiglio comunale ma sufficiente per impedire al Movimento 5 Stelle di arrivare al ballottaggio. Infatti, negli ultimi anni Portento ha maturato un certo risentimento nei confronti di Beppe Grillo, contro il quale si è scagliato in più occasioni denunciandone l'opportunismo e la falsità, come successo nel 2013 a Quinta colonna, su Rete 4.

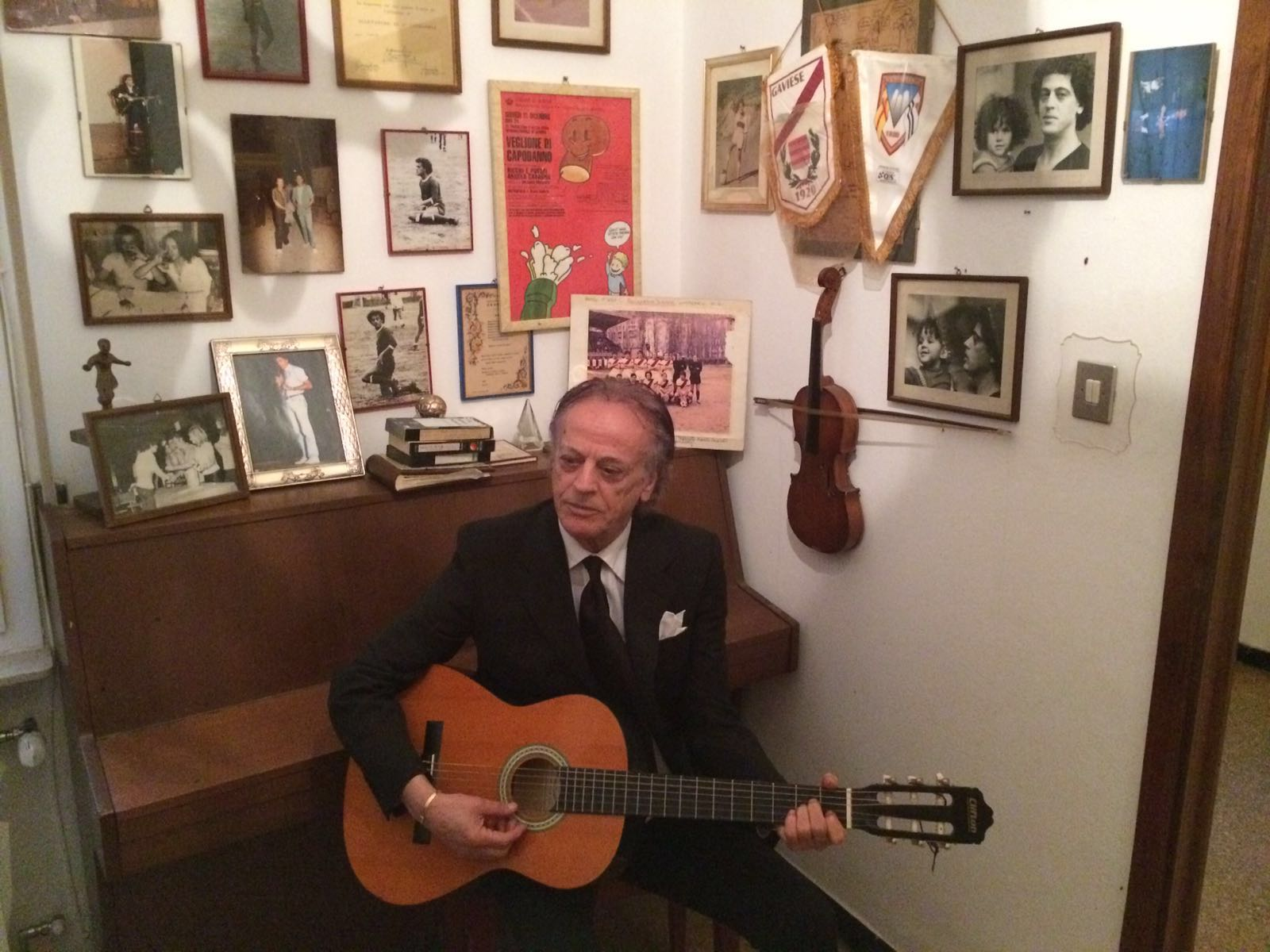
Orlando Portento imbraccia la chitarra nell'angolo dei ricordi della sua casa di Genova San Fruttuoso.

Secondo Portento, lo stesso Grillo avrebbe dichiarato a Il Secolo XIX di avere perso le elezioni a Genova per colpa del suo ex amico, che in campagna elettorale lo aveva definito ironicamente il «Robin Hood di Sant'Ilario».
Il 27 novembre 2012 Portento viene condannato al pagamento di 2.000 euro di multa perché ritenuto responsabile di minacce e ingiurie nei confronti di Angela Cavagna. Tuttavia, nel 2014 l'ex infermiera di Striscia ritira in secondo grado la denuncia per stalking, scusandosi con Orlando Portento e riappacificandosi parzialmente con lui.
Nel 2021 pubblica il libro autobiografico Due quori e una Cavagna, edito da Pathos Edizioni.

## Collaborazioni giornalistiche
Dagli anni novanta Orlando Portento ha collaborato saltuariamente con i quotidiani Il Giornale, il Corriere Mercantile, il Secolo d'Italia, e La Padania dove, al tempo della direzione Moncalvo (2002-2004), ha curato per qualche tempo la rubrica settimanale L'Orlando curioso.

## Programmi Tv
- I primati di Orlando (Telenord, 1979)
- Il musicone (Telegenova, 1980)
- Ciao come stai? (Antennatre, 1981)
- Lo squizzofrenico (1981)
- Panchina cabaret (Telegenova, 1982)
- Blitz (Rai 2, 1982)
- Tutto il mondo è paese (Rai 1, 1983)
- Tv stadio (Rai 1, 1985)
- Minuto zero (1990, come ospite)
- Detto tra noi (Rai 2, 1993-1994, come autore)
- Sport...ento (Rai 3, 1995-1998)
- A qualcuno piace il calcio (Telegenova, 1998-1999)
- Controcalcio (Telenord, 1999-2000)
- Torno sabato – La lotteria (Rai 1, 2001-2002, autore)
- La vita in diretta (Rai 1, 2001-2002, autore)
- Zeneixi ghe n'è ancun? (2005-2006)
- Le cammellate (Canale Italia, 2007)
- L'Orlando furioso (Telegenova, 2011-2012)

## Opere
Due quori e una Cavagna, Torino, Pathos Edizioni, 2021, ISBN 9791280201218.

## Premi
- Miglior film in super-8 a Castrocaro per L'uomo e la sedia (1973)
- Premio regionale ligure (1982)
- Miglior collegamento esterno per Blitz (1982)
- Migliore sigla televisiva regionale per A qualcuno piace il calcio (2000)
- Migliori esterni per Torno sabato – La lotteria (2003)